# Nordlige Podillja Nationalpark
Nordlige Podillja Nationalpark (ukrainsk: Національний природний парк «Північне Поділля») dækker en række individuelt beskyttede steder på den nordvestlige del af den Podoliske slette i Ukraine. Parken giver mulighed for rekreation, og beskytter repræsentative økologiske og kulturelle steder i området, herunder det skovbevoksede højland, sump-marsk flodsletter, geologisk betydningsfulde karsttræk, og en række historiske steder, der omfatter tre slotte og en mindesteder for de to verdenskrige i det 20. århundrede. Parken er i Zolotjivskyj rajon i Lviv oblast.

## Topografi
Parken er spredt over 18 lokaliteter i to bjergkæder - Holohory og Voronyaky - på nordskråningen af den Podoliske slette i det nordvestlige Ukraine. Bjergene i denne region er relativt lave, op til 471 moh. og stejle fald ned til sletterne mod nord.
Parken er en samling af forskellige områder, hver udvalgt til beskyttelse af et bestemt habitat, geologisk træk eller kultursted. Kernen i parken blev grundlagt som et privat naturreservat i 1886 af grev Volodymyr Dyuschitsky, en amatør-ornitolog, der ønskede beskyttelse af redehabitater for havørnen. Hovedsektorerne er:
Den tidligere Brodivskyj rajon:
- Makrite (reservat) . Dækker skråningerne af Mount Makitri, og oprindeligt skabt i 1931 for at beskytte den Volynske steppevegetation.
- Podkamen (reservat). Et bjergskovsreservat med en repræsentativ bøgeskov.
- Ponkinsky hydrologiske reservat . Skabt til bevarelse af komplekse flodsletter i Ikva- og Styr-floderne.
- Sasovsky (naturmonument) . Bevarer en bjergside Avnbøg-Bøgeskov.
- Torton sandstensfremspring . Dækker skråningerne af Menich-bjergene
- Erosive rester af havrev fra Tovtry eller Medobory fra den sarmatiske tidsalder i nærheden af Pidkameni-bosættelsen.
- Treenigheden (naturmonument) . Dækker skråningerne af Zbarazh- og Trinig-bjergene
- Monument Pienyatskaya . Oprindeligt privat naturreservat af grev Dyuschitsky.
- Eg vidne . Et 348 år gammelt egetræ, et lokalt monument 25 meter højt i byen Brody.
- Pidhirtsky Park . Monumental have med dekorativ kunst i Lviv National Art Gallery
- Blå vinduer . En række små karstsøer (sænkede kalkstenshuler) med blå farve.
- Hest. Et mindested dedikeret til ukrainere dræbt i Anden Verdenskrig.

Zolotjivskyj rajon :
- Zhulitskaya bjerget . (værgebjerget). Består af tre bjerge (Zhulitskaya Gora, Storozhich-bjerget og Vysoka-bjerget) og beskytter sårbare planter.
- Podnieka bjerg eller bjerg Markiyan Shashkevich. Beskytter en region med sjælden steppevegetation.
- Hellige Bjerg . Et skovklædt bjerg med sjældne planter.
- Rævebjerg (kløft) . Botanisk reservat med blandet skov og sjælden busk børste.
- Kalkstensbjerget . Et bjerg bestående af kalksten og carbonatsandsten.
- Skov i nærheden af Verkhobuzh. Lav bjergkæde med bøgeskove.
- Verkhobuzsky-reservatet . Unikt fragment af dalen til floden Vestlige Bug med over 20 arter af sjældne planter.
- Lipa Bogdan Khmelnitsky . Ældste lindetræ i Ukraine (600 år).

## Klima og økoregion
Klimaet i det nordlige Podillia er efter Köppen klimaklassificering (Dfb) fugtigt kontinentalt klima (undergruppen varm sommer), somer kendetegnet ved store sæsonbestemte temperaturforskelle og en varm sommer (mindst fire måneder i gennemsnit over 10 °C, men ingen måned i gennemsnit over 22 °C. Den højeste gennemsnitstemperatur er i juni 20,1 °C, og den gennemsnitlige nedbør er 700-800 mm/år. 
Nordlige Podillja er beliggende i økoregionen de centraleuropæiske blandede skove, en tempereret løvskov, der dækker store dele af det nordøstlige Europa, fra Tyskland til Rusland. 

## Flora og fauna
Over 200 arter af planter med varierende bevaringsstatus findes på parkens område. 127 fugle er blevet registreret, og 41 pattedyr.